# Synagoge (Gouda)

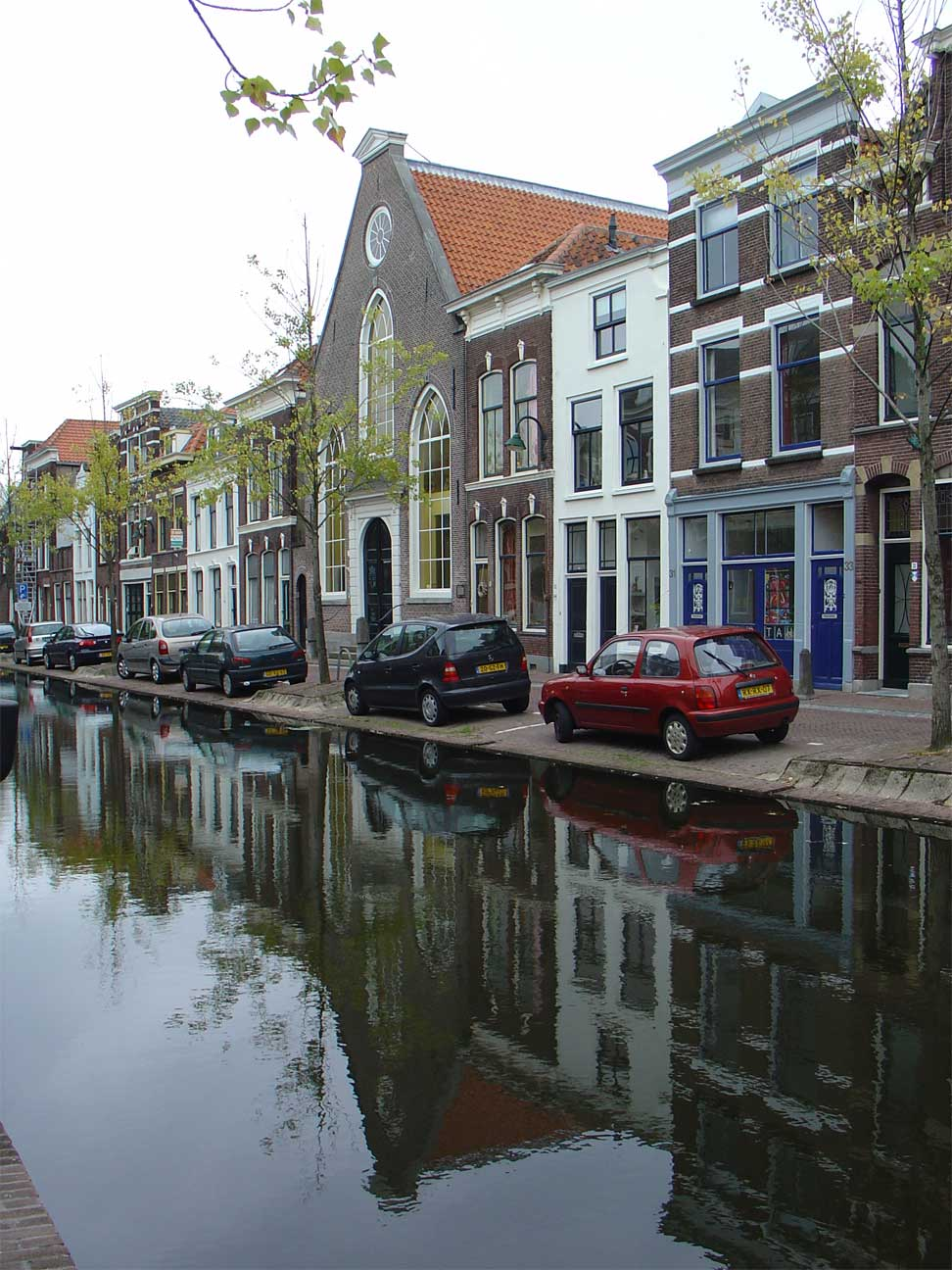
De Turfmarkt met in het midden het gebouw van de voormalige synagoge (thans kerkgebouw Vrije Evangelische Gemeente)

De voormalige synagoge in de Nederlandse stad Gouda was van 1798 tot 1950 gevestigd aan de Turfmarkt aldaar.

## Geschiedenis

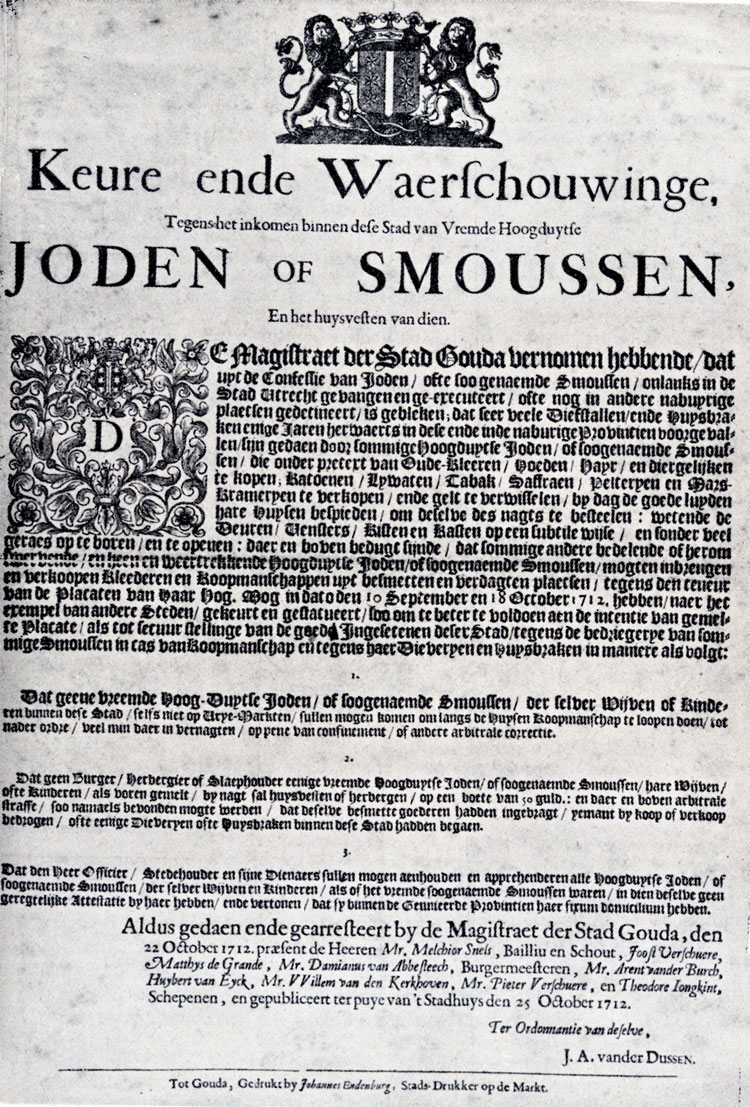
Stadskeur uit 1712 tegen de vestiging van Duitse Joden in Gouda

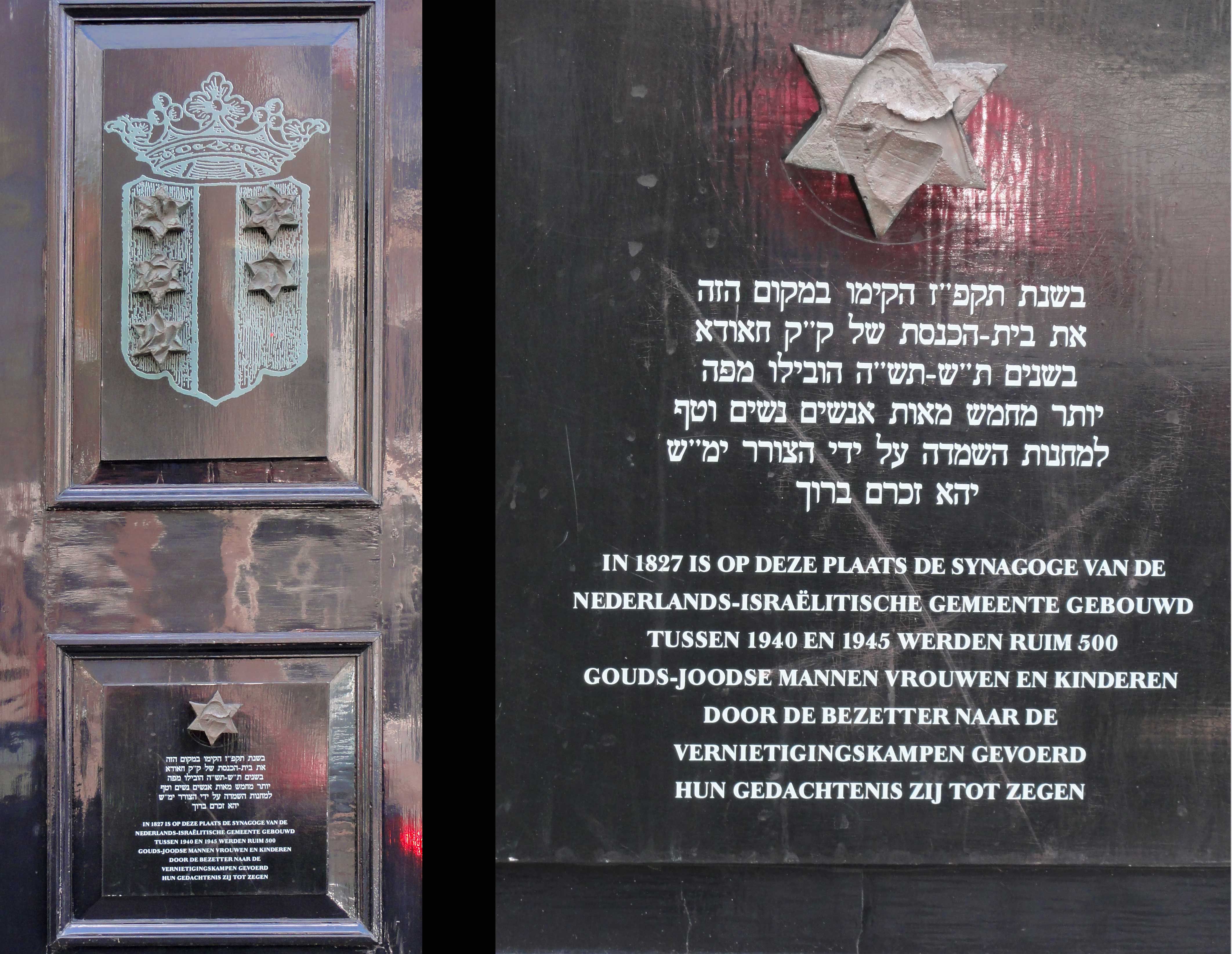
De plaquette van Ralph Prins op de deur met rechts de tekst als detail vergroot

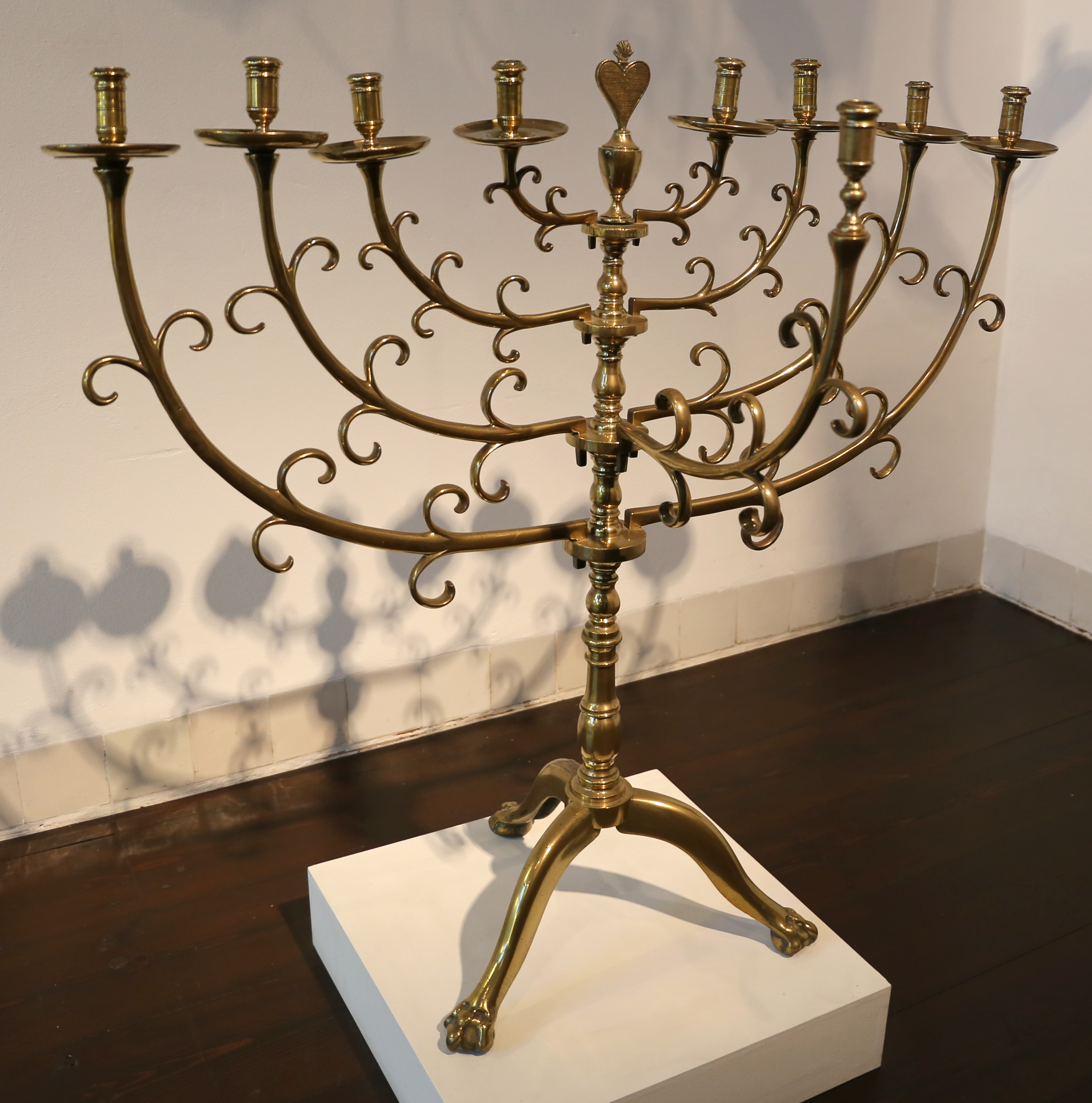
Koperen chanoekia (Museum Gouda, Bruikleen Nederlands-Israëlitische Gemeente Gouda)

Gouda stond in de Vroegmoderne Tijd bekend om zijn tolerant karakter. In 1619 werd Gouda in de notulen van de classis Gouda van de Nederduits Gereformeerde Kerk getypeerd als het rattennest ende den dreckwagen van alle ketterijen. Die tolerantie gold echter in de 17e en de 18e eeuw niet voor de Joden. In 1712 werd een keur uitgevaardigd tegen de vestiging van Joden uit Duitsland in de stad. In 1746 werden Joden beschouwd als ongewenste vreemdelingen en werd bij resolutie besloten hen niet het poorterschap te verlenen. In de Franse tijd keerde het tij. In 1798 kwam de vrijheid van godsdienst tot stand en verkregen ook de Joden gelijke burgerrechten. Tot die tijd hadden zij hun godsdienstoefeningen gehouden ten huize van gemeenteleden, onder meer bij Elias Cats aan de Groenendaal.
Op 14 december 1798 werd de schuilkerk van de doopsgezinde gemeente aangekocht. De doopsgezinden (of Waterlanders) in Gouda hadden deze kerk in 1656 voor ƒ 1.700 gekocht, maar door het dalend ledental was de kerk in 1798 overbodig geworden. Waarschijnlijk stond de schuilkerk op het terrein achter de later gebouwde synagoge. De joodse gemeente richtte het gebouw in als synagoge voor het houden van de erediensten. In 1823 was het gebouw dermate bouwvallig geworden, dat aan Gedeputeerde Staten gevraagd werd om het gebouw te mogen slopen. Inzamelingsacties leverden een kapitaal van ƒ 5.000 op, waarmee de nieuwbouw van de synagoge gerealiseerd kon worden.
De nieuwe synagoge aan de Turfmarkt werd op 14 september 1827 ingewijd. In de daaropvolgende honderd jaar bloeide de joodse gemeente in Gouda. In 1927 kon, drie dagen lang, het eeuwfeest van de synagoge gevierd worden in een geheel gerestaureerd gebouw.
Tijdens de Tweede Wereldoorlog werd de joodse bevolking van Gouda grotendeels weggevoerd naar de vernietigingskampen en vermoord. Na deze oorlog moest de joodse gemeenschap noodgedwongen haar synagoge verkopen. In 1950 kocht de Vrije Evangelische Gemeente het gebouw voor ƒ 48.000 onder de volgende conditie: De Hebreeuwse tekst op het Kerkgebouw moet door de koopster worden verwyderd of door bedekking aan het oog worden onttrokken.
Diverse voorwerpen uit de synagoge - siertorens van de thorarollen, jads of handwijzers, een Estherrol en de chanoekalamp - worden als tastbare herinneringen aan deze synagoge bewaard in het Goudse museum.

## Herinnering aan de vermoorde Goudse Joden
Een vallende ster in het stadswapen van Gouda op een plaquette, die aan de huidige kerk is aangebracht naar een ontwerp van Ralph Prins, is een symbolische herinnering aan de lijdensweg van de joodse bevolking van Gouda.
In 2022 zijn de plaquette en het wapen van Gouda gerestaureerd. De tekst en de typografie zijn iets gewijzigd. In maart werden beiden weer teruggeplaatst op de deur.